# Nils Psilander den yngre
för Nils Psilander (1620-1682) häradshövding på Åland se Nils Psilander, för borgmästaren Nils Psilander (1656-1709) se Nils Psilander, för sjömilitären Nils Psilander (1707-1783) se Nils Psilanderskjöld, för Nils Psilander (1724-1782) adlad Psilanderskjöld se Nils Psilander Psilanderskjöld
Nils Psilander, född 1682, död 3 maj 1734 på Hammar i Nosaby socken, var en svensk militär. 
Psilander kom i militärtjänst 1703 och blev kornett vid norra skånska kavalleriregementet 1705 med   konfirmationsfullmakt 1706 och löjtnant där 1707. Han blev kapten vid Gyllenstiernas dragonregemente 1708 och blev fången vid Perevolotjna i nuvarande Ukraina, där den svenska armén 1 juli 1709 kapitulerade efter nederlaget i slaget vid Poltava tre dagar tidigare och fördes till Verchoturje. Efter återkomsten till Sverige efter fredsslutet 1722 fick han majors karaktär och placerad vid Bohusläns dragonregemente. Han erhöll avsked från armén 1725.
Han var son till kronofogden och borgmästaren Nils Psilander (1656-1709) och Catharina Kling (död 1703) samt från 1724 gift med Catharina Margareta Lönn (1700-1773) som var dotter till krigskommissarien Adolf Lönn. Han var far till Nils Psilander Psilanderskjöld (1724-1782) och Elisabeth Psilander. Psilander bodde och drev sin hustrus släktgård Hammarshus herrgård i Nosaby socken.